# Romualdo Antônio Baraúna
Romualdo Antônio Baraúna (Santo Amaro, 25 de maio de 1872 — Curitiba, 2 de abril de 1937) foi um engenheiro, jornalista e político brasileiro.

## Biografia
Romualdo Baraúna nasceu em Santo Amaro (cidade próxima a capital baiana) em 1872, sendo ele filho do major Antônio Lázaro do Sacramento Baraúna e de d. Maria Joaquina Lopes Baraúna. Fez seus estudos primários em sua cidade natal e o restante de sua educação, incluindo o curso superior, na cidade de Salvador, formando-se engenheiro agrônomo na Escola Agrícola da Bahia.
Em seu início de carreira foi funcionário público, trabalhando como delegado de terras da comarca de Camamu, na Bahia e fiscal do serviço de colonização do estado da Paraíba. Transferindo residência para o sul do país, mais especificamente no estado do Paraná, trabalhou como inspetor do Telégrafo Nacional e fiscal da concessão Caiacanga, da South Brazilian Railway Company e comissário de terras na comarca de Guarapuava, além de fiscal da Estrada de Ferro Oeste Paraná.
Fixando sua permanência na cidade de Guarapuava, foi redator do jornal "O Guayra" e fundou o jornal "O Guarapuavano", além de colaborar em vários jornais paranaenses.
Foi deputado estadual na Assembléia Legislativa do Paraná em várias legislaturas, chegando a assumir comissões permanentes e a presidente da casa.
Entre os anos de 1921 e 1924 foi prefeito de Guarapuava.
Romualdo foi casado com Maria de Jesus Alves Baraúna e membro do Instituto Histórico e Geográfico da Paraná.

### Falecimento e homenagens
Romualdo Antônio Baraúna faleceu na capital paranaense no dia 2 de abril de 1937.
Algumas cidades brasileiras homenagearam o baiano ao batizar ruas com o seu nome, como é o caso de Curitiba com a Rua Dr. Romualdo A. Baraúna (bairro Campina do Siqueira), a cidade de São Paulo: Rua Romualdo Baraúna (bairro Casa Verde) e a cidade que foi administrada pelo homenageado: Rua Romualdo Baraúna (bairro Alto Cascavel em Guarapuava).